# Aviva British Grand Prix 2009
Aviva British Grand Prix 2009 – mityng lekkoatletyczny, który odbył się 31 sierpnia w angielskim Gateshead. Zawody były zaliczane do cyklu World Athletics Tour i posiadały rangę Grand Prix IAAF.

## Rezultaty

### Mężczyźni
| Konkurencja                | 1. miejsce                    | 1. miejsce | 2. miejsce             | 2. miejsce | 3. miejsce        | 3. miejsce |
| -------------------------- | ----------------------------- | ---------- | ---------------------- | ---------- | ----------------- | ---------- |
| Bieg na 100 m              | Tyson Gay                     | 10.15      | Craig Pickering        | 10.32      | Mario Forsythe    | 10.35      |
| Bieg na 200 m              | Shawn Crawford                | 20.80      | Wallace Spearmon       | 20.81      | Marlon Devonish   | 21.07      |
| Bieg na 400 m              | LaShawn Merritt               | 45.10      | Martyn Rooney          | 45.47      | Angelo Taylor     | 45.50      |
| Bieg na 800 m              | Nick Symmonds                 | 1:47.30    | Geoffrey Kipkoech Rono | 1:47.43    | Joe Thomas        | 1:47.44    |
| Bieg na 1500 m             | Leonel Manzano                | 3:41.10    | Andrew Baddeley        | 3:41.24    | Gideon Gathimba   | 3:41.71    |
| Bieg na 3000 m             | Moses Ndiema Kipsiro          | 7:35.69    | Bernard Lagat          | 7:36.68    | Sammy Alex Mutahi | 7:37.19    |
| Bieg na 110 m przez płotki | David Payne                   | 13.60      | William Sharman        | 13.61      | Gregory Sedoc     | 13.89      |
| Skok wzwyż                 | Andra Manson                  | 2.33       | Jarosław Rybakow       | 2.31       | Samson Oni        | 2.23       |
| Skok o tyczce              | Wiktor Czistiakow Derek Miles | 5.70       |                        |            | Björn Otto        | 5.55       |
| Skok w dal                 | Dwight Phillips               | 8.39       | Fabrice Lapierre       | 8.16       | Salim Sdiri       | 7.98       |
| Trójskok                   | Phillips Idowu                | 17.32      | Momcził Karailiew      | 17.04      | Onochie Achike    | 16.99      |

### Kobiety
| Konkurencja                | 1. miejsce             | 1. miejsce | 2. miejsce               | 2. miejsce | 3. miejsce             | 3. miejsce |
| -------------------------- | ---------------------- | ---------- | ------------------------ | ---------- | ---------------------- | ---------- |
| Bieg na 100 m              | Carmelita Jeter        | 11.07      | Debbie Ferguson-McKenzie | 11.26      | Chandra Sturrup        | 11.34      |
| Bieg na 200 m              | Allyson Felix          | 23.13      | Emily Freeman            | 23.39      | LaVerne Jones-Ferrette | 23.56      |
| Bieg na 400 m              | Christine Ohuruogu     | 50.94      | Debbie Dunn              | 51.06      | Aliann Pompey          | 52.33      |
| Bieg na 800 m              | Christin Wurth-Thomas  | 2:01.22    | Jemma Simpson            | 2:01.89    | Jennifer Meadows       | 2:02.15    |
| Bieg na 1500 m             | Lisa Dobriskey         | 4:13.60    | Sonja Roman              | 4:14.41    | Hannah England         | 4:14.45    |
| Bieg na 100 m przez płotki | Brigitte Foster-Hylton | 12.88      | Perdita Felicien         | 12.95      | Virginia Powell        | 13.21      |
| Bieg na 400 m przez płotki | Angela Moroșanu        | 55.26      | Zuzana Hejnová           | 55.56      | Marta Chrust-Rożej     | 57.36      |
| Rzut oszczepem             | Barbora Špotáková      | 65.57      | Christina Obergföll      | 62.02      | Kimberley Mickle       | 59.51      |